# 蒙泰塞
蒙泰塞（義大利語：Montese），是意大利摩德纳省的一个市镇。总面积80.8平方公里，人口3420人，人口密度42.3人/平方公里（2009年）。ISTAT代码为036026。